# Diolcus irroratus
Diolcus irroratus är en insektsart som först beskrevs av Fabricius 1775.  Diolcus irroratus ingår i släktet Diolcus och familjen sköldskinnbaggar. Inga underarter finns listade i Catalogue of Life.